# Jozef Verschueren
Jozef Maria Augustinus Verschueren (Turnhout, 24 januari 1889 - Brussel, 25 november 1965) was een Vlaams jezuïet, aardrijkskundige, lexicograaf, taalkundige en docent aan de Sint-Ignatiushandelshogeschool te Antwerpen van 1937 tot 1942.
Verschueren was de zoon van een apotheker. In 1918 begon hij zijn theologische studies in Leuven en zette die voort aan het Canisianum in Maastricht. In 1921 werd hij in Namen priester gewijd. In 1926 verhuisde hij van Gent naar Brussel, waar hij de rest van zijn leven bleef wonen.
Ofschoon hij een niet geringe activiteit op het vlak van de aardrijkskunde ontplooide, maakte hij vooral naam op het gebied van de Nederlandse taalkunde. Eind 1929 (op de kaft staat 1930) verscheen het eerste deel van wat Verschuerens levenswerk zou worden: het Modern Woordenboek, een taalkundig, encyclopedisch en geïllustreerd woordenboek. Hij heeft er zeven herdrukken van verzorgd. Na zijn dood werd de uitgave voortgezet door pater Frans Claes (1928-2006). Hij bezorgde tevens het Nederlands bibliografisch woordenboek (1931, 1933), een repertorium van de belangrijkste tussen 1900 en 1929 in het Nederlands verschenen werken.
Verschueren ijverde ook sterk voor de vereenvoudiging van de spelling van het Nederlands. Hij was lid van de hoofdredactie van de Winkler Prins Encyclopedie (5e druk).
In 1938 werd onder zijn impuls een Nederlandstalige sectie opgericht in het Sint-Jan Berchmanscollege, die geleidelijk uitgroeide tot een volwaardige sectie (1944).

## Werken
- Algemene atlas voor België (1924, verschillende herdrukken - 6e druk 1936), met Hector Balieus en Lodewijk Heylen
- Modern Woordenboek, taalkundig encyclopedisch geïllustreerd (1930), met L. Goemans en L. Brounts
- Nederlands bibliografisch woordenboek (1931)
- Algemene historische atlas voor staatkunde, economie en cultuurgeschiedenis (1939), met Hector Balieus en E. Spaey
- Atlas van België (1948)
- Algemene aardrijkskundige atlas voor natuurkundige, economische en staatkundige geografie (1949)